# 2025年東京都議會議員選舉
2025年東京都議會議員選舉（日語：2025年東京都議会議員選挙）在2025年6月22日舉行，是選舉產生新一屆東京都議會議員的一般選舉。

## 基本資料
- 選舉事由：任期屆滿
- 布告日：2025年6月13日
- 投票日：2025年6月22日
  - 同日舉行的都內其他選舉
    - 国分寺市長選舉
    - 国分寺市議会議員補欠選舉
- 候選議席：127席
- 選區：42個選區